# Spyros Defteraios
Spyros Defteraios, gr. Σπύρος Δευτεραίος (ur. 10 października 1919 na Itace, zm. 29 grudnia 1998 w Melbourne) – grecki zapaśnik walczący w stylu wolnym. Dwukrotny olimpijczyk. Szósty w Londynie 1948 i odpadł w eliminacjach w Melbourne 1956. Walczył w kategorii do 87 kg.